# Joko (court métrage)
Pour les articles homonymes, voir Joko.
Pour plus de détails, voir Fiche technique et Distribution.
Joko est un film d'animation de court métrage tchèque, polonais et allemand réalisé par Izabela Plucinska, sorti en 2024.

## Fiche technique
- Titre original : Joko
- Réalisation : Izabela Plucinska
- Scénario : Izabela Plucinska et Justyna Celeda
- Animation : Izabela Plucinska, Martin Pertlicek et Karolina Golebiowska
- Musique : Aliaksandr Yasinski
- Son :
- Production : Grzegorz Waclawek, Paulina Ratajczak, Izabela Plucinska et Martin Vandas
- Sociétés de production : Animoon, Maur Films, Las Sztuki Foundation et Clay Traces
- Sociétés de distribution :
- Pays d'origine :  Pologne,  Tchéquie et  Allemagne
- Langue originale : anglais
- Format : couleur
- Genre : animation
- Durée : 15 minutes 23 secondes
- Dates de sortie :
  - France : 10 juin 2024 (Annecy)
  - Pologne : 12 juin 2024

## Distinctions
- Festival international du film d'animation d'Annecy 2024 : Prix de la meilleure musique originale pour un court métrage.